# Balbagathis dissimilis
Balbagathis dissimilis és una espècie d'insecte dípter pertanyent a la família dels psicòdids.

## Descripció
- El mascle fa entre 1,02-1,14 mm de llargària a les antenes (0,98-1,15 en el cas de la femella), mentre que les ales li mesuren 1,28-1,70 de longitud (1,49-1,75 la femella) i 0,50-0,70 d'amplada (0,50-0,75 la femella).
- Els lòbuls apicals de la placa subgenital de la femella són relativament amples.[3]

## Distribució geogràfica
Es troba a Centreamèrica: Costa Rica.